# 顯田
顯田（英語：Hin Tin）是香港新界沙田區大圍的一窄谷地，西北臨香粉寮，東南與紅梅谷為鄰，位於大圍市中心南部。顯田經常與其鄰的徑口合稱為「顯徑」。

## 歷史

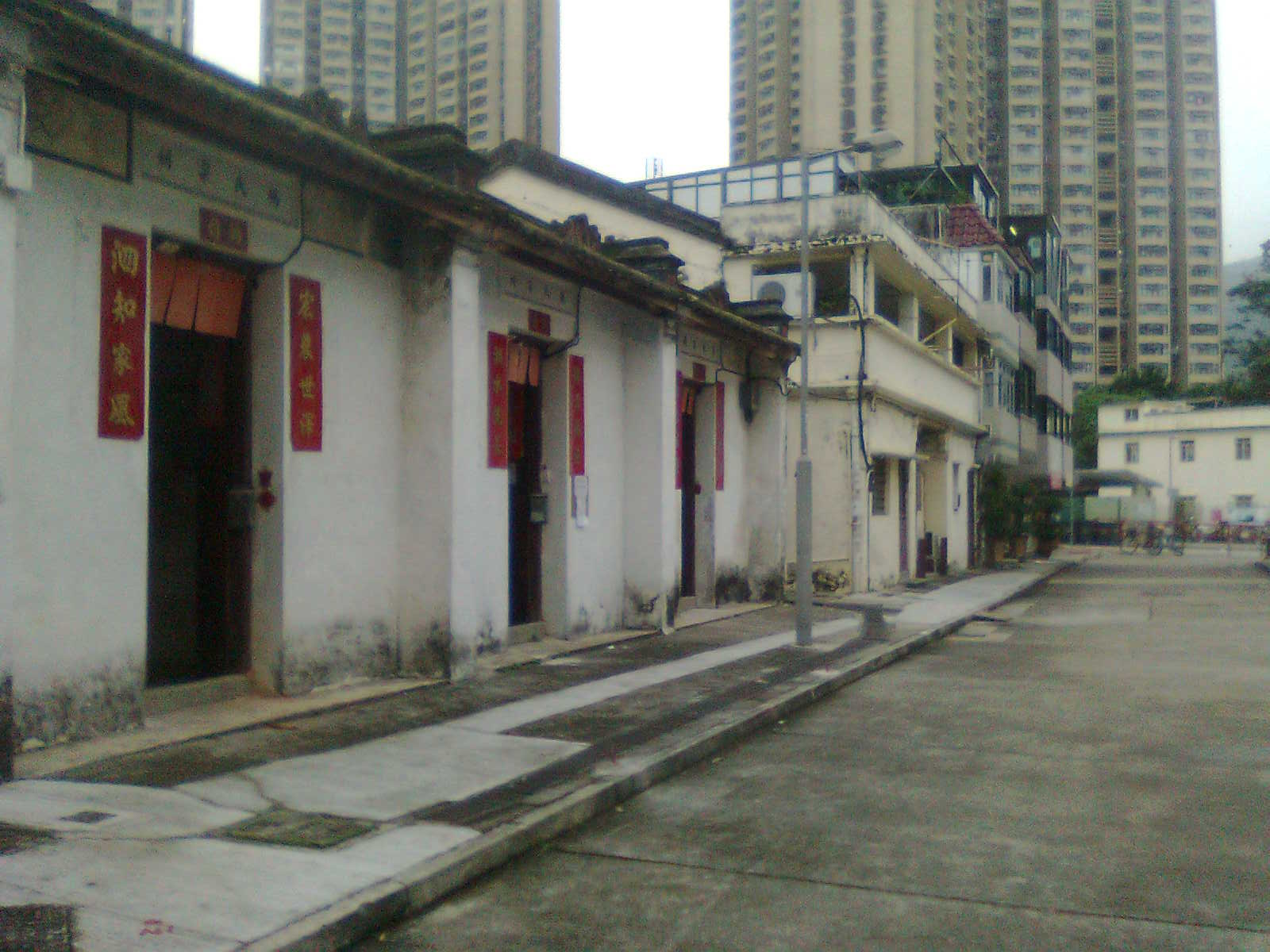
顯田村三氏宗祠

顯田村（英語：Hin Tin Tsuen）是一條客家原居民村落，由香港政府建於1926年，用於重置因興建石梨貝水塘而需拆卸的石梨背村。石梨背村原住有羅、楊、蘇、劉氏四個氏族，有約26間村屋、80多名居民。羅、楊、蘇三氏祖先曾結拜，300多年前一起從新安南頭遷居石梨背谷。而根據羅氏族譜，興寧羅氏十二世祖包享公，原遷往沙田瀝源，乾隆二年（1737年）定居於石離背村。
在重置石梨背村一事上，村民曾要求搬到長沙灣或荃灣，是他們慣常售賣農產品的墟市。然而政府卻讓村民選擇遷往錦田或沙田谷現今徑口村以南的地方。最終關係緊密的羅、楊、蘇氏遷居沙田，劉氏則遷居葵涌。
顯田村屬於重置村，1950年代中以前被稱為「徑口新村」，因此至今有沙田其他村落的村民稱之為「新村」或「新圍」。顯田村村民中羅氏人數最多，蘇氏佔較少。顯田村有三排村屋，三姓宗祠建於第一排村屋正中間。遷到沙田後，村外的土地均屬於其他村落，村民無法再像在石梨背谷時那樣耕種或養豬，因此政府水務局和工務局為不少村民提供了工作。1960年代，顯田村有人口約250人。
1961年，顯田村與上下徑口三村共同成立顯徑公立學校，校址位於上下徑口之間，學校於1983年與田心公立學校合併成田心谷六村公立小學，學校再於2005年與保良局朱正賢小學合併成現今保良局王賜豪（田心谷）小學。
1961年，香港政府籌備成立中文大學，並考慮五個選址作建校，其中之一為紅梅谷。到1962年12月，大學籌委會向港府建議在顯徑邨現址撥地近250畝（即約96公頃）予大學本部、新亞及聯合建校。不過由於涉及拆遷顯田、上徑口兩條鄉村等各種因素，紅梅谷建校的計劃於創校後短時間內被推翻，並改於馬料水崇基山建校。
1980年代初起，政府大規模發展大圍以南的農田，其中顯田村與九廣鐵路之間的過百間農舍和工場於1982年清拆，600多名受影響居民分別獲安置到美林邨或圓洲角臨時房屋區，顯徑邨和嘉田苑相繼於1987至1988年落成。

## 建築
楊氏宗祠、羅氏宗祠、蘇氏宗祠（香港三級歷史建築）：建於1920年代，1988年因發生火災而重修。

## 著名地點
- 顯田游泳池
- 顯田遊樂場
- 顯徑邨
- 顯徑站